# La leggenda del santo bevitore
La leggenda del santo bevitore (Frans: La Légende du saint buveur) is een Italiaans-Franse dramafilm uit 1988 onder regie van Ermanno Olmi. Het scenario is gebaseerd op de novelle Die Legende vom heiligen Trinker (1939) van de Oostenrijkse auteur Joseph Roth.

## Verhaal
Een man wil op een dag 200 frank geven aan de Parijse dakloze Andreas Kartak. Zijn eergevoel weerhoudt hem ervan om de aalmoes te aanvaarden. De man stelt voor dat Andreas hem in betere tijden terugbetaalt door het geld te schenken bij het Sint-Theresiabeeld in de kerk Sainte-Marie des Batignolles. Andreas wil zijn belofte gestand doen, maar hij wordt almaar door onvoorziene omstandigheden van zijn voornemen afgehouden.

## Rolverdeling
| Acteur               | Personage               |
| -------------------- | ----------------------- |
| Rutger Hauer         | Andreas Kartak          |
| Anthony Quayle       | Voorname heer           |
| Sandrine Dumas       | Gaby                    |
| Dominique Pinon      | Wojtech                 |
| Sophie Segalen       | Karoline                |
| Jean-Maurice Chanet  | Daniel Kaniak           |
| Cécile Paoli         | Pelsverkoopster         |
| Francesco Aldighieri | Politieagent            |
| Joseph De Medina     | Dikke man               |
| Françoise Pinkwasser | Vrouw in herberg        |
| Joséphine Lecaille   | Vrouw van de dikke man  |
| Maria Mazzocco       | Eigenares van Tari-Bari |
| Dalila Belatreche    | Thérèse                 |